# Sisu RA-140 DS
Sisu RA-140 DS «Raisu» — це машина для розмінування, розроблена та вироблена фінською компанією Sisu-Auto, а пізніше — Patria Vehicles у 1994—2001 роках. Виробництво склало 41 одиницю.

## Розвиток
Проектування нової машини розмінування розпочалося в 1986 році, а перший прототип був готовий у 1990 році. Основну конструкцію було запозичено з прототипу SA-110, але було внесено значні зміни відповідно до призначення нової машини. У розробці броньованої кабіни були використані технології та дизайнерські ресурси Pasi.
Військові машини Sisu зазвичай мають псевдонім на додаток до офіційної назви моделі. Автомобіль мало не отримав прізвисько Місу, що означає «кошеня» або «кицька». Воно походить від Miina-Sisu («Mine Sisu»), і його вже друкували на деяких брошурах. Однак інженерний відділ швидко змінив назву на Raisu з Raivaus-Sisu («Допуск Сісу»), оскільки «Misu» вважалося інфантильним. Raisu також означає «буйний».

## Виробництво
Виробництво RA-140 DS відбувалося в Хямеенлінна, і це був останній дизайн Sisu, розроблений там. У 1996—1997 роках для Міноборони Данії було виготовлено чотири машини; решта були призначені до різних бригад фінських сил оборони.

## Робота та характеристики
РА-140 ДС призначений для розмінування мінних полів, що складаються з ненаправлених мін, встановлених проти піхоти, а також розрізнених протитанкових мін масою до 10 кг. Він може звільнити відповідний прохід для колони автомобілів. Raisu не призначений для виконання бойових завдань.
Інструмент розмінування містить 82 молотка, які кріпляться до обертового ціпа ланцюгами. Під час роботи автомобіль рухається заднім ходом, щоб забезпечити найкращий захист екіпажу. Водій і пасажир захищені від тиску і осколків мін захисним щитком поруч з ціпом. Транспортний засіб проходить шлях шириною 3,4 метра, а глибину очищення можна регулювати вручну або автоматично. Максимальна швидкість під час експлуатації становить 6 км/год, Raisu може ліквідувати міни до 10 кг вибухівки. Очисний ланцюг повертається вздовж і кріпиться на верхній частині автомобіля для транспортування.
Максимальний ухил, який може подолати автомобіль, становить 60 %, а найкрутіший бічний схил — 30 %. Найвища вертикальна сходинка, на яку може піднятися автомобіль, становить 0,5 метра, а здатність копати траншеї — 0,6 метра. Максимальна глибина броду становить 0,8 метра. У Raisu хороша прохідність по пересіченій місцевості, і його можна швидко перемістити на нове місце. Це ключова перевага порівняно зі звичайними, більш важкими танками.

## Технічні дані
Автомобіль оснащений шестициліндровим турбодизельним двигуном Deutz BF 6L 913 °C з повітряним охолодженням. Коробка передач — чотириступінчаста автоматична Renk Doromat 874 AM/PTO. Передня вісь має портальний тип і підресорена гвинтовими пружинами. Обидві осі мають привод і оснащені диференціалами, що блокуються. Передня вісь має дискові гальма, а задня вісь — барабанні.
Під час експлуатації транспортний засіб приводиться в рух гідравлічною трансмісією, яка також використовує ціп і піднімає або опускає дефлекторний щит із броньованої сталі між ціпом і транспортним засобом. Швидкість обертання ціпа можна плавно регулювати в межах 0–500 об/хв. Броньована кабіна містить сидіння для водія та командира, сконструйована з захистом від РХБ та витримує вибух під транспортним засобом вагою 10 кг. Броня захищає від куль калібру 7,62. УКХ-радіостанція 2061 призначена для зв'язку. Колеса протимінно-пуленепроникні. Є можливість установки кулемета 12,7 калібру. Лебідка для самовідновлення встановлюється як стандарт.

## Операційна історія
Чотири машини оборони Данії використовувалися в колишній Югославії. Машини зіткнулися з серйозними проблемами в Боснії, тому армія Данії розмістила подальші замовлення на машини для розмінування Hydrema 910 MCV вітчизняного виробництва.
Фінляндія використовувала Raisu в місіях ООН.